# Мултанка
Мулта́нка (рос. Мултанка) — річка в Удмуртії (Селтинський та Увинський райони), Росія, права притока Уви.
Довжина річки становить 17 км. Бере початок на південний схід від присілку Гобгурт Селтинського району. Протікає спочатку на північний схід, потім повертає на схід, із середини течії — на південний схід. Впадає до Уви нижче села Новий Мултан, нижня течія знаходиться на території Увинського району. Береги місцями заліснені, у нижній течії заболочені. Приймає декілька дрібних приток.
Над річкою розташовано село Новий Мултан.